# Palzing
Palzing ist ein Gemeindeteil von Zolling im oberbayerischen Landkreis Freising.

## Geographie
Das Kirchdorf Palzing liegt am Rande des Ampertals an einem nach der Flussregulierung trocken liegenden Altarm der Amper. Die Amper selbst fließt heute etwa einen Kilometer südlich am Ort vorbei. Die Filialkirche St. Georg liegt am Ortsrand oberhalb der Ortschaft. Am östlichen Ortsrand liegt die ebenfalls denkmalgeschützte Kapelle Palzing.

## Geschichte
Die Hofmark Palzing war Teil des Amtes Siechendorf im Landgericht Moosburg. Ursprünglich war die Hofmark ein Lehen der Freisinger Bischöfe an die Palzinger, die jedoch um 1400 ausstarben. Als folgende Besitzer werden genannt: die  Preisinger (ca. 1460–1578), Wilhelm Birkhammer zu Wolfersdorf (1595) und Theodor Viehböck (1595). Mit dessen Tochter ging der Besitz an die späteren Grafen von Haimhausen die die Hofmark bis 1783 hielten. Bis 1792 waren die Grafen Lodron aus Haag Besitzer von Palzing, bevor die Hofmark an Maximilian Karl Theodor von Holnstein überging. Bei der Gemeindebildung in Bayern wurde aus Palzing eine eigenständige Gemeinde. 1971 wurde Palzing nach Zolling eingemeindet. Vom Landratsamt war geplant Palzing in die Gemeinde Kirchdorf an der Amper zu integrieren. In einer Abstimmung votierten die Bürger von Palzing aber für Zolling.

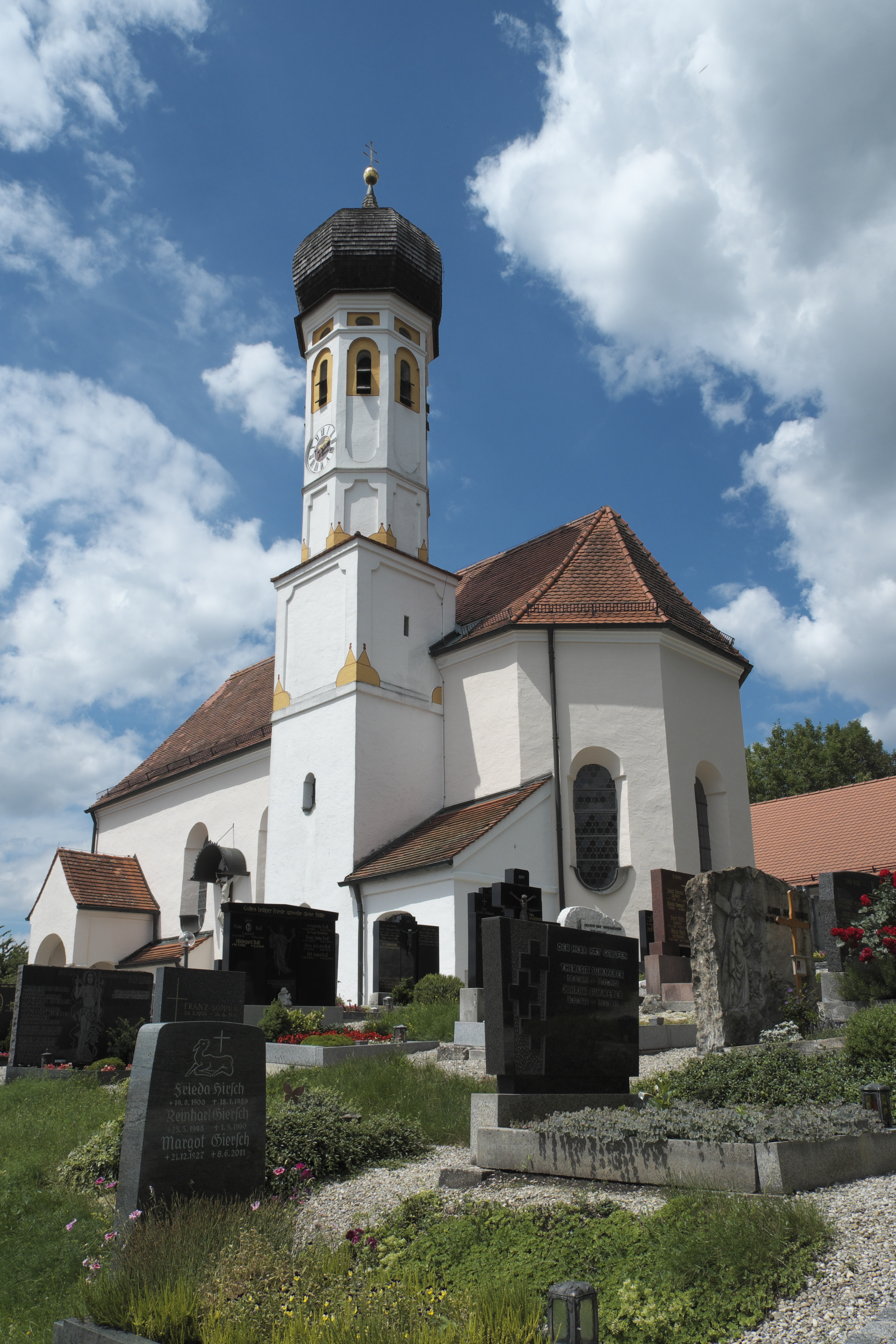
Filialkirche St. Georg
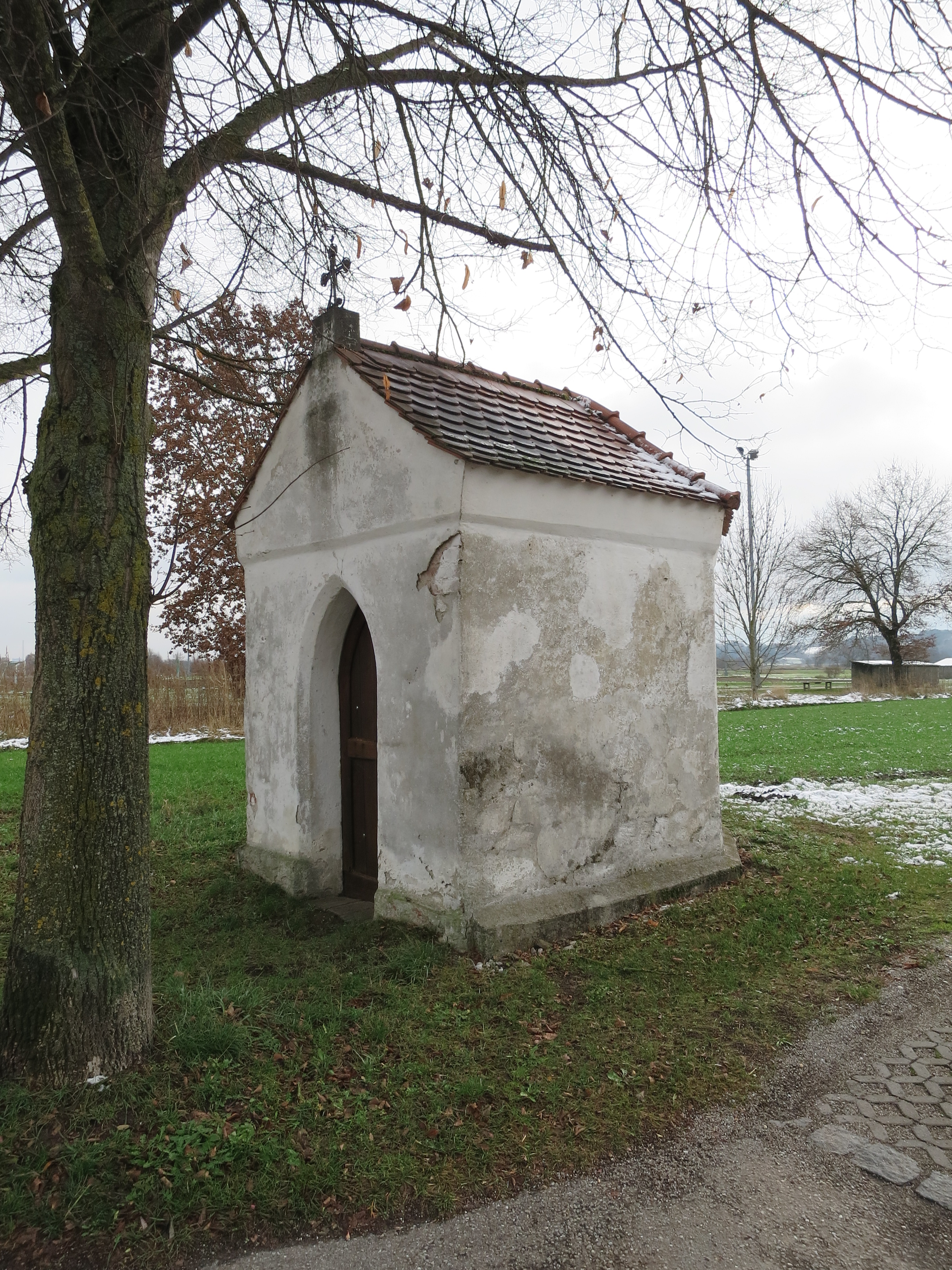
Kapelle am Ortsrand

## Persönlichkeiten
- Georg Völkl (1907–1988), Lehrer, Heimatforscher und Historiker